# Ptochoecetis africana
Ptochoecetis africana är en nattsländeart som beskrevs av Georg Ulmer 1931. Ptochoecetis africana ingår i släktet Ptochoecetis och familjen långhornssländor. Inga underarter finns listade i Catalogue of Life.